# Бадгастайн
Бад-Гаста́йн (нем. Bad-Gastein; традиц. Гаштейн; до 1906 года — Гастайн; до 1 января 1997 года — Бадгаста́йн) — один из самых известных и престижных горнолыжных и бальнеологических курортов Австрии, расположенный на юге провинции Зальцбург.
Община входит в состав округа Санкт-Иоганн-им-Понгау. Площадь общины составляет 170,60 км², население — 3961 человек (1 января 2021), плотность населения — 23 чел./км². Официальный код — 50 403.

## История

### Ранняя история
Гаштайн впервые упоминается как Гастуна в документе 963 года, когда эта территория принадлежала немецкому герцогству Бавария. В то время в окрестностях ещё сохранялись следы славянских поселений. Первоначально это был альпийский сельскохозяйственный и золотодобывающий район, а также место, где проходил древний торговый путь, пересекавший главный хребет Центрально-Восточных Альп. В 1297 году Оттон III, герцог Баварский, и его брат Стефан I, герцог Баварский, оба погрязшие в долгах, продали его архиепископству Зальцбурга. В Средние века целебные воды Гастуны расхваливал миннезингер Нейдхарт фон Ройенталь; затем их прославил Парацельс. Курорты в Бад-Гаштайне посещал император Священной Римской империи Фридрих III Габсбургский.

### В XIX веке. Популярность у высшего общества
В XIX веке благодаря термальным водам Гаштейн стал модным курортом, который посещали монархи, богатые граждане и знаменитости — среди известных гостей прошлого были Франц Грильпарцер, Артур Шопенгауэр, Франц Шуберт, Вильгельм фон Гумбольдт, австрийский король Франц Иосиф I, император Германии Вильгельм I, Отто фон Бисмарк, императрица Австрии Елизавета Баварская и другие представители высшего общества. Гастуну также воспевал русский поэт Николай Языков:
Так, вот она, моя желанная Гастуна.

Издревле славная, Gastuna tantum una,

Чудесной силою целительных ключей!

Великий Парацельс, мудрейший из врачей,

Глубокомысленный таинственник природы,

Уже исследовал живые эти воды;

Он хвалит их, и сам предписывал больным,

И вновь они цвели здоровьем молодым.

Великий человек! Хвала его не втуне:

Доныне многие находят лишь в Гастуне

Восстановление своих упадших сил.

И я из дальних стран к ее ключам спешил,

В предел подоблачный, на этот воздух горный,

Прохладно-сладостный, чудесно-животворный!
В конце XIX века лыжный спорт стал популярным видом туризма в Альпах. Такие курорты, как Давос и Санкт-Мориц, были ориентированы на состоятельных оздоровительных туристов, в то время как массовый туризм стал популярным только благодаря расширению железных дорог. Бад-Гаштайн, Сен-Жерве-ле-Бен и Бад-Ишль были созданы как оздоровительные курорты.

### В XX веке
После Второй мировой войны в Бад-Гаштайне из реквизированных отелей был создан лагерь перемещенных лиц, большинство из которых были переведены в Бад-Гаштайн из концлагеря в Эбензее. Лагерь, в котором временами проживало до 1300 человек, был расформирован в марте 1946 года.
После Первой и Второй мировых войн Бад-Гаштайн больше не мог претендовать на статус шикарного курорта для представителей высших слоев общества. Тем не менее с 1946 года созданы условия для зимнего спортивного туризма. Кроме того, благодаря заявленному лечебному эффекту термальной воды, содержащей радон, увеличилось количество реабилитационных клиник медицинских страховых компаний и оздоровительных отелей.
В течение многих лет туристическая инфраструктура этого места все больше перемещалась из исторического центра в район железнодорожного вокзала. Это более привлекательно и удобно для туристов благодаря ровному расположению, расположению на федеральной трассе и непосредственной близости от станций скоростного трамвая (зимние виды спорта).
С 1960-х годов острой становиться проблема связанная с необходимостью модернизации отелей — из-за изменения привычек отдыха (летний сезон сменился зимним) и полностью устаревших зданий (многие отели не модернизировались с 1970-х годов и имели недостаточные возможности отопления) многие отели приходили в упадок.

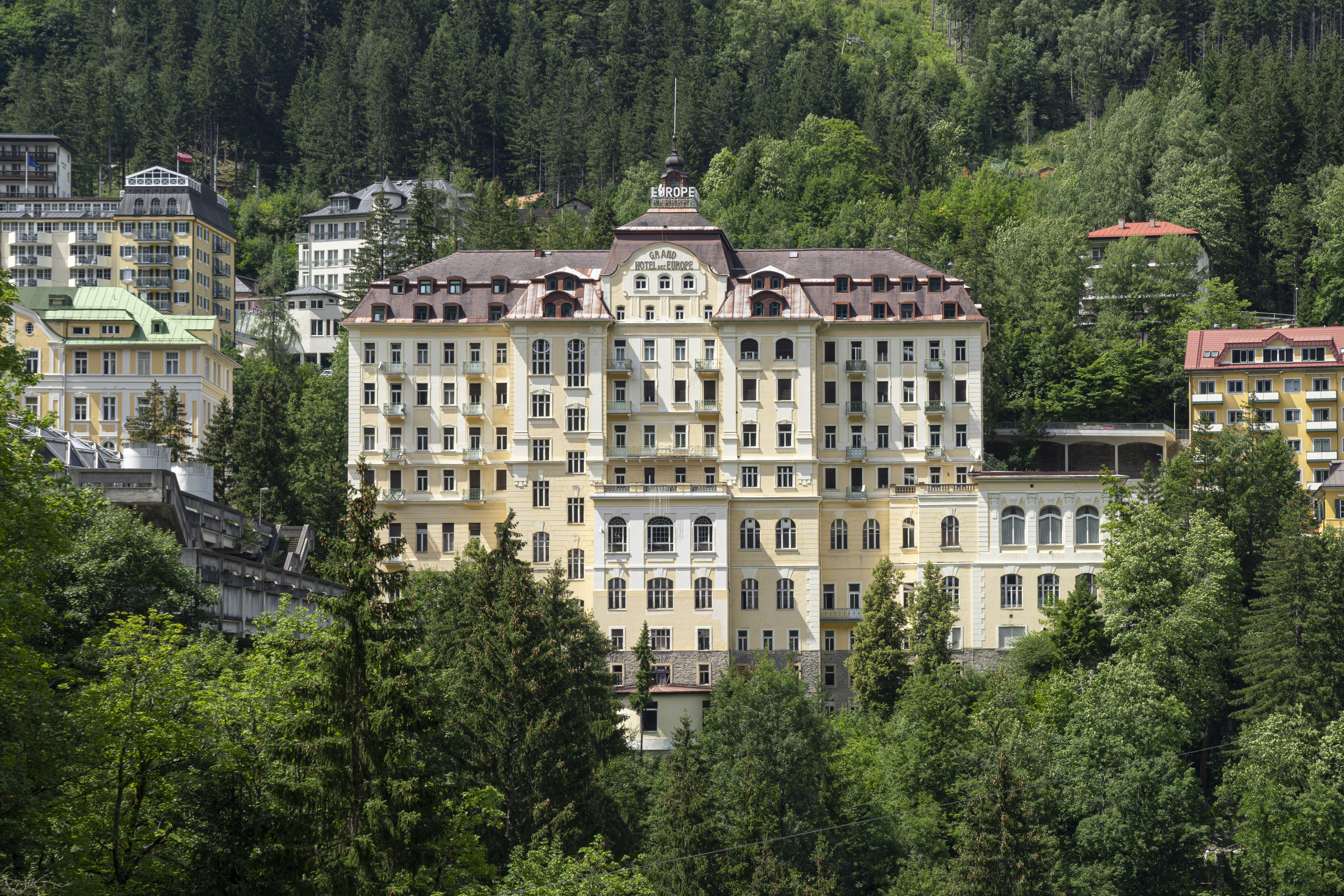
Здание Grand Hotel de l’Europe, 2021 год

В 1980 году Рейнхардт Штефан Томек отремонтировал Grand Hotel de l’Europe, некогда один из крупнейших и самых дорогих отелей Европы, с концепцией „Монте-Карло в Альпах“, задуманной для всего Бадгастайна. Так, гостиницу посетили Рэй Чарльз, Лайза Миннелли и другие знаменитости. Отель успешно работал, однако после чернобыльских событий 1986 года и последовавшего за ними мирового финансового кризиса 1987 года обанкротился в связи с резким падением посещаемости.

### В XXI веке
В течение многих лет инвестиции в туристическое будущее центра были неопределенными. С 2000 года власти предпринимали усилия для привлечения туристов в Бад-Гастайн.
В 2001—2005 годах город продал пять исторических зданий на общую сумму 5 миллионов евро венскому предпринимателю Францу Дювалю для их дальнейшей реконструкции и дальнейшего превращения в туристические объекты. Однако, по состоянию на середину 2017 года, эти планы так и не были реализованы. В результате в начале ноября 2017 года власти земли Зальцбург выкупили часть этих зданий за 6 миллионов евро и профинансировала первую реконструкцию. В ноябре 2018 года здания были проданы мюнхенской группе недвижимости Hirmer Group за 7,5 миллионов евро при условии строительства как минимум 4-звездочного отеля повышенной комфортности или 5-звездочного отеля не позднее, чем через три года после получения необходимых разрешений. В результате эти условия были выполнены. Кроме того власти Бад-Гастайна предпринимали ряд усилий для улучшения транспортной инфраструктуры города. К 2021 году транспортные проблемы в центре города были решены.
С 2010 года в июле проводится Фестиваль летнего свежего искусства, а с 2011 года художники приглашаются на несколько недель для работы в мастерских у подножия водопада и проживания в отелях. Пресса в этом контексте упоминала авангардных исполнителей, качественные рестораны и называла Бад-Гастайн «оплотом креативщиков и сумасшедших».
По мере развития инфраструктуры, открытия новых лыжные трасс, обновления технического оснащения подъемников, совершенствованием системы оплаты ски-пассов, а также значительным улучшением гостиничного и ресторанного сервиса в горнолыжном регионе, во второй половине 2000-х курорт уже пользовался большой популярностью у богатых немецких и русских туристов — любителей горных лыж и лыжного туризма. Для их развлечения приглашаются лучшие шоумены, в горах устраиваются грандиозные шоу и джазовые фестивали. Кроме того, увеличилось количество ночёвок в целом — с 850 000 в 1990 году до 1 200 000 в 2018 году.

## Курорт
Располагается на высоте 1000 метров над уровнем моря. Прославился термальными источниками, обогащенными радоном. Наиболее заметное здание — фешенебельный для своего времени Гранд-отель (1906—1909).
Открыт круглый год, но в зимнее время сюда съезжаются горнолыжники. Две соседних коммуны, Бад-Гастайн и Бад-Хофгастайн, образуют единую зону для катания, где склоны достигают высоты 2251 метр. Протяженность горнолыжных трасс составляет более 250 километров, а трасс для лыжного бега — порядка 180 километров. Для сноубордистов есть сноуборд-парк Гастайн, хафпайп, фан-парк и трасса для бордеркросса.

## Спорт
В Бадгастайне проходил чемпионат мира по горнолыжному спорту 1958 года, на котором три золота и одно серебро выиграл знаменитый австриец Тони Зайлер. С 2007 по 2015 год здесь проходил женский теннисный турнир категории WTA Gastein Ladies.

## Население
| Год  | Численность |
| ---- | ----------- |
| 1869 | 922         |
| 1889 | 1126        |
| 1890 | 1394        |
| 1900 | 1659        |
| 1910 | 2350        |
| 1923 | 2668        |
| 1934 | 3493        |
| 1939 | 4367        |
| 1951 | 5048        |
| 1961 | 5742        |
| 1971 | 5301        |
| 1981 | 5580        |
| 1991 | 5662        |
| 2001 | 5838        |
| 2011 | 4287        |
| 2021 | 3961        |